# Palézieux (stacja kolejowa)
Palézieux (fra: Gare de Palézieux) – stacja kolejowa w Palézieux, w kantonie Vaud, w Szwajcarii. 
Istnieją dwa dworce kolejowe w okolicy, w Palézieux-Village i Palézieux-Gare. Stacja Palézieux-Village znajduje się na linii Payerne – Palézieux, która następnie łączy się z Mittellandlinie, tuż na północ od Palézieux-Gare. Stacja Palézieux-Gare (która jest nazywana po prostu Palézieux) położona jest 20,6 km na północny wschód od dworca kolejowego Lozanna. Jest również stacją końcową dla wąskotorowej linii kolejowej Transports publics Fribourgeois do Gruyère. Możliwa jest podróż pociągiem między dwiema stacjami w obszarze Palézieux.
Stacja składa się z dwóch części, dla kolei państwowych (SBB-CFF-FFS), a druga dla lokalnej linii wąskotorowej. Jest to jedyna stacja w sieci Transports publics Fribourgeois w kantonie Vaud.
Stacja SBB-CFF-FFS jest czynna (sprzedaż biletów, itd.) od poniedziałku do piątku. Istnieją 183 miejsca parkingowe.

## Linie kolejowe
- Mittellandlinie
- Payerne – Palézieux
- Châtel-St-Denis – Palézieux